# 1950 DA
(29075) 1950 DA är en asteroid som klassas som jordnära objekt. Denna asteroid korsar jordens bana och utgör därför ett potentiellt hot mot livet på jorden. Asteroiden, som observerades första gång av den amerikanske astronomen Carl A. Wirtanen den 23 februari 1950, kommer tillbaka nästa gång 16 mars 2880 om den fortsätter i sin nuvarande bana.
Den tillhör asteroidgruppen Apollo.
Idag är omloppsbanan som närmast 6 miljoner kilometer bort. År 2032 passerar den på ett avstånd av 11,3 miljoner kilometer.